# Тена (ТВ филм)
„Тена ” је југословенски ТВ филм из 1975. године. Режирао га је Марио Фанели а сценарио су написали Драго Кекановић и Јосип Козарац.

## Улоге
| Глумац             | Улога                     |
| ------------------ | ------------------------- |
| Миља Вујановић     | Тена                      |
| Звонимир Чрнко     | Леон                      |
| Звонимир Зоричић   | Јарослав                  |
| Милан Лане Гутовић | Ђорђе (као Милан Гутовић) |
| Људевит Галић      | Отац                      |
| Златко Витез       | Јоза                      |
| Фрањо Мајетић      | Липман                    |
| Мустафа Надаревић  |                           |
| Јадранка Матковић  |                           |
| Бранко Супек       |                           |
| Амир Буквић        |                           |
| Едита Липовшек     |                           |

Остале улоге  ▼
| Глумац             | Улога |
| ------------------ | ----- |
| Нина Хладило       |       |
| Вјенцеслав Капурал |       |
| Ета Бортолаци      |       |
| Владимир Облешћук  |       |
| Отокар Левај       |       |
| Ђорђе Босанац      |       |
| Радослав Спицмилер |       |
| Стјепко Јанковић   |       |
| Драган Војновић    |       |